# Neivamyrmex
Neivamyrmex is een geslacht van trekmieren. De wetenschappelijke naam is voor het eerst geldig gepubliceerd in 1940 door Thomas Borgmeier, oorspronkelijk als nomen novum (nieuwe naam) voor het ondergeslacht Acamatus van Eciton. Carlo Emery had Acamatus in 1894 opgericht; er bestond echter al een geslacht van snuitkevers met die naam (Acamatus Schoenherr, 1833). De naam Neivamyrmex is een eerbetoon aan de Braziliaanse wetenschapper en politicus Arthur Neiva. Neiva was directeur van het Instituto Biológico van São Paulo van 1930 tot 1932, toen Borgmeier daar als entomoloog werkte. In 1950 verhoogde Borgmeier de taxonomische rang tot die van geslacht. 
Deze mieren komen voor in de Nieuwe Wereld: de Verenigde Staten (vooral het zuidwesten), Mexico en Centraal-Amerika; enkele soorten zijn tot in Zuid-Amerika verspreid. Er zijn meer dan 120 soorten beschreven. Neivamyrmex nigrescens is de meest verspreide soort in de Verenigde Staten, die van het zuiden van Californië tot Florida en noordelijk tot in Nebraska en Iowa voorkomt. De onderverdeling in soorten van dit geslacht is echter gecompliceerd omdat vele soorten zijn beschreven op basis van uitsluitend mannelijke dieren, terwijl andere zijn beschreven op basis van vrouwelijke dieren of werksters. Het is mogelijk dat daardoor ten onrechte aan eenzelfde soort verschillende namen zijn toegekend.

## Soorten
- N. adnepos (Wheeler, W.M., 1922)
- N. agilis Borgmeier, 1953
- N. albacorpus Varela-Hernández & Castaño-Meneses, 2011
- N. alfaroi (Emery, 1890)
- N. andrei (Emery, 1901)
- N. angulimandibulatus Watkins, 1974
- N. angustinodis (Emery, 1888)
- N. antillanus (Forel, 1897)
- N. asper Borgmeier, 1955
- N. balzani (Emery, 1894)
- N. baylori Watkins, 1973
- N. bohlsi (Emery, 1896)
- N. bruchi (Forel, 1912)
- N. bureni (Enzmann, E.V., 1952)
- N. californicus (Mayr, 1870)
- N. carettei (Forel, 1913)
- N. carinifrons Borgmeier, 1953
- N. carolinensis (Emery, 1894)
- N. clavifemur Borgmeier, 1953
- N. cloosae (Forel, 1912)
- N. coeca (Buckley, 1867)
- N. compressinodis Borgmeier, 1953
- N. cornutus Watkins, 1975
- N. crassiscapus Watkins, 1990
- N. cratensis Borgmeier, 1953
- N. cristatus (André, 1889)
- N. curvinotus Watkins, 1994
- N. chamelensis Watkins, 1986
- N. densepunctatus (Borgmeier, 1933)
- N. detectus Borgmeier, 1953
- N. diabolus (Forel, 1912)
- N. diana (Forel, 1912)
- N. digitistipus Watkins, 1975
- N. diversinodis (Borgmeier, 1933)
- N. dorbignii (Shuckard, 1840)
- N. emersoni (Wheeler, W.M., 1921)
- N. emeryi (Santschi, 1921)
- N. erichsonii (Westwood, 1842)
- N. falcifer (Emery, 1900)
- N. foveolatus Borgmeier, 1953
- N. fumosus (Forel, 1913)
- N. fuscipennis (Smith, M.R., 1942)
- N. genalis Borgmeier, 1953
- N. gibbatus Borgmeier, 1953
- N. goeldii (Forel, 1901)
- N. graciellae (Mann, 1926)
- N. gracilis Borgmeier, 1955
- N. gradualis Borgmeier, 1953
- N. guerinii (Shuckard, 1840)
- N. guyanensis (Santschi, 1916)
- N. halidaii (Shuckard, 1840)
- N. harrisii (Haldeman, 1852)
- N. hetschkoi (Mayr, 1886)
- N. hopei (Shuckard, 1840)
- N. humilis (Borgmeier, 1939)
- N. iheringi (Forel, 1908)
- N. imbellis (Carlo Emery, 1900)
- N. impudens (Mann, 1922)
- N. inca (Santschi, 1921)
- N. inflatus Borgmeier, 1958
- N. iridescens Borgmeier, 1950
- N. jerrmanni (Forel, 1901)
- N. kiowapache Snelling, G.C. & Snelling, 2007
- N. klugii (Shuckard, 1840)
- N. kuertii (Enzmann, E.V., 1952)
- N. laevigatus (Borgmeier, 1948)
- N. latiscapus (Emery, 1901)
- N. legionis (Smith, F., 1855)
- N. leonardi (Wheeler, W.M., 1915)
- N. leptognathus (Emery, 1900)
- N. lieselae (Forel, 1913)

- N. longiscapus Borgmeier, 1953
- N. macrodentatus (Menozzi, 1931)
- N. mandibularis (Smith, M.R., 1942)
- N. manni (Wheeler, W.M., 1914)
- N. maroccanus (Santschi, 1926)
- N. maxillosus (Emery, 1900)
- N. megathrix Kempf, 1961
- N. melanocephalus (Emery, 1895)
- N. melshaemeri (Haldeman, 1852)
- N. micans Borgmeier, 1953
- N. microps Borgmeier, 1955
- N. minensis (Borgmeier, 1928)
- N. minor (Cresson, 1872)
- N. modestus (Borgmeier, 1933)
- N. mojave (Smith, M.R., 1943)
- N. moseri Watkins, 1969
- N. ndeh Snelling, G.C. & Snelling, 2007
- N. nigrescens (Cresson, 1872)
- N. nordenskioldii (Holmgren, 1908)
- N. nyensis Watkins, 1977
- N. opacithorax (Emery, 1894)
- N. orthonotus (Borgmeier, 1933)
- N. pacificus Borgmeier, 1955
- N. pauxillus (Wheeler, W.M., 1903)
- N. perplexus Borgmeier, 1953
- N. pertii (Shuckard, 1840)
- N. physognathus (Emery, 1900)
- N. pilosus (Smith, F., 1858)
- N. piraticus Borgmeier, 1953
- N. planidens Borgmeier, 1953
- N. planidorsus (Emery, 1906)
- N. postangustatus (Borgmeier, 1934)
- N. postcarinatus Borgmeier, 1953
- N. pseudops (Forel, 1909)
- N. puerulus Borgmeier, 1955
- N. pulchellus Borgmeier, 1955
- N. pullus Borgmeier, 1953
- N. punctaticeps (Emery, 1894)
- N. quadratoocciputus Watkins, 1975
- N. radoszkowskii (Emery, 1900)
- N. raptor (Forel, 1911)
- N. romandii (Shuckard, 1840)
- N. rosenbergi (Forel, 1911)
- N. rugulosus Borgmeier, 1953
- N. scutellaris Borgmeier, 1953
- N. shuckardi (Emery, 1900)
- N. spatulatus (Borgmeier, 1939)
- N. spoliator (Forel, 1899)
- N. sulcatus (Mayr, 1868)
- N. sumichrasti (Norton, 1868)
- N. swainsonii (Shuckard, 1840)
- N. tenuis Borgmeier, 1953
- N. texanus Watkins, 1972
- N. tristis (Forel, 1901)
- N. vicinus Borgmeier, 1953
- N. walkerii (Westwood, 1842)
- N. wilsoni Snelling, G.C. & Snelling, 2007